# 高世魁
高世魁（1490年—？），字紹甫，福建福州府閩縣人，民籍，明朝政治人物。

## 生平
正德十一年（1516年）丙子科福建鄉試第十七名舉人。正德十六年（1521年）中式辛巳科會試第九十名，登第三甲第十七名進士。任慈谿縣知縣。嘉靖四年（1525年）拜為山東道監察御史。

## 家族
曾祖高明；祖父高圭，曾任州同知；父高孔直。前母林氏；母林氏。慈侍下。兄高应祯，同科進士。